# تل أبو ناروز
قرية تل ابوناروز هي إحدى القرى التابعة لمركز بنى سويف في محافظة بني سويف في جمهورية مصر العربية. حسب إحصاءات سنة 2006، بلغ إجمالي السكان في تل ابوناروز 2523 نسمة، منهم 1281 رجل و1242 امرأة.